# Wei (Staat)

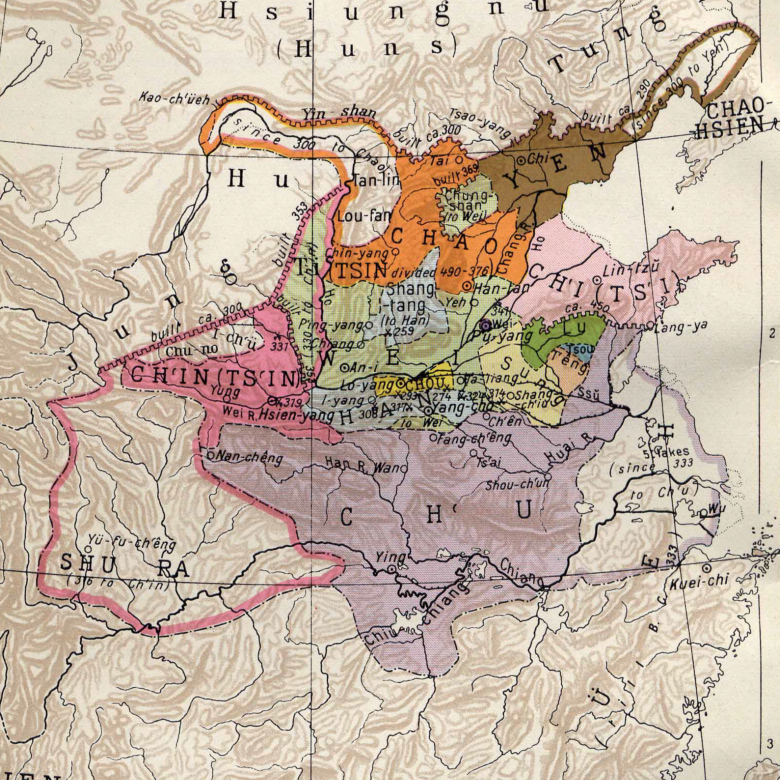
Staaten der Zeit der Streitenden Reiche

Der Staat Wei (chinesisch 魏, Pinyin Wèi) existierte zur Zeit der Streitenden Reiche in China. Sein Territorium grenzte an die Staaten Qin, Qi, Zhao, Chou und Han. Es umfasste die heutigen Provinzen Hebei, Henan, Shanxi und Shandong. Nachdem König Hui die Hauptstadt von Anyi (安邑, im heutigen Kreis Xia) nach Daliang (heutiges Kaifeng) verlegt hatte, nannte man den Staat auch Liang.

## Gründung der Dynastie Wei
Die historischen Annalen nennen für das 11./10. Jh. v. Chr. Ji Gao, verwandt mit dem Zhou-König Wu, als Urahn, bzw. Gründer des Hauses Wei. Ji Gao erhielt von König Wu das Lehen Bi, das ihm erlaubte, den Familiennamen Bi zu führen. Seine Nachkommen verloren aus ungenannten Gründen ihren adligen Status.
Erst im 7. Jh. v. Chr. wird wieder von einem Mitglied des Hauses Bi, mit dem Namen Bi Wan, berichtet. Er soll dem Herzog Xian von Jin (r. 677–651 v. Chr.) gedient haben. Bi Wan erhielt für seine Verdienste ein Lehen und den Ehrennamen „Großer Meister“. Nun ist der Familie Bi das Recht gegeben, Mitglieder der eigenen Familie zur Führung des übertragenen Territoriums selber zu bestimmen.

## Politische Entwicklung
Bi Wans Enkel namens Wei Jiang (ohne Daten) wird als leitender Minister des Herzogs Dao von Jin (r. 573–558 v. Chr.) erwähnt. Er habe in Jin für Frieden mit den benachbarten Steppenvölkern gesorgt.
Wei Ying, Nachfolger und Enkel von Wei Jiang, so wird berichtet, sei einer der „Sechs Kommandierenden Minister“ des Staates Zhou gewesen. Er wird auch als „Erster Minister“ des  Herzogs Qing von Jin (r. 526–512 v. Chr.) genannt. Er soll an der Vernichtung von zwei adligen Familien (Qi und Yangshe) mitgewirkt haben.
Im 5. Jahrhundert v. Chr. wurde der Staat Jin in drei Staaten aufgeteilt: Zhao im Norden, Han im Süden und Wei im Zentrum von Jin.
Während der ungefähr 100 Jahre später folgenden Regierungszeit des Marquis Wen (r. 424–387 v. Chr.) kommt es zum militärischen Konflikt mit Qin und Zheng, die überraschend von zwei Seiten in das Territorium Wei einfallen. In der Folge lässt Wen in gefährdeten Grenzabschnitten Mauern bauen. In seiner Regierungszeit zwischen 403 und 397 veranlasst Wen auch den Bau eines Bewässerungskanals. Er wird unter der Regierungszeit eines Enkels von Wen fertig gestellt. Der verantwortliche Bauherr ist Ximen Bao, der zugleich Berater Wens ist.
Zwischen 413 und 409 erobert Wen mehrere Städte des Staates Qin. Es knüpft anschließend Bündnisse mit Zhao und Han. Zwischen 405 und 401 gelingt es den Verbündeten, die Verteidigungsmauern von Qi zu überwinden. In den Jahren 400 und 391 besiegen sie in Kämpfen den Staat Chu.
Marquis Wen interessiert sich auch für Fragen der Bildung und Philosophie. Er lässt sich von Gelehrten des Konfuzianismus und des Legalismus beraten. Er beschäftigt sich daher mit sehr verschiedenen Ideen zur Lebens- und Staatsführung. Der Historiker und Astronom Liu Xin (gest. 23 n. Chr.) charakterisiert die Unterschiede dieser Lehrrichtungen so: Die Legalisten „schätzen die Strenge von Belohnung und Bestrafung, um ein System korrekter Lebensführung zu unterstützen.“ Der Konfuzianismus erfreut mit dem Studium der sechs Klassiker und zollt Angelegenheiten Aufmerksamkeit, die Menschlichkeit und Rechtschaffenheit betreffen.
Der Nachfolger Wens ist Marquis Wu (r. 387–371 v. Chr.), er hat wie Wen den Ruf militärisch stark zu sein. Zusammen mit anderen Lehnsfürsten greift er Zhaos Hauptstadt Handan an, wird aber besiegt. 376 v. Chr. schließt er sich mit den ehemaligen Verbündeten Wens, den Staaten Zhao und Han zusammen. Sie teilen das Territorium der vernichteten Jin-Dynastie unter sich auf. Marquis Wu wagt außerdem einen Angriff auf Chu  und erobert die Stadt Luyang.
Im Zusammenhang mit den sich positiv auswirkenden Reformen im Inneren erwirbt sich Wei in diesem Zeitraum den Ruf, einer der stärksten Staaten zu sein.

## Konflikte, Philosophie und Wasser
Qin ist aktiv mit der Verwirklichung der Idee der Vereinigung der Territorien beschäftigt. Von Qin aus gibt es immer wieder Angriffe auf die anderen Staaten und von ihnen ausgehend auf Qin und untereinander. Für die Regierungszeit von König Hui (r. 371–335 v. Chr.), dem Nachfolger von Marquis Wu, werden nach 370 v. Chr. militärische Auseinandersetzungen zwischen den ehemaligen Verbündeten Wei, Zhao und Han berichtet.  Zhao und Han wollen Wei vernichten. Wei gelingt es, beide in einer Schlacht zu besiegen. Es folgt 362 v. Chr. eine weitere Schlacht diesmal gegen Qin, in der Wei besiegt wird. 354 v. Chr. belagert Wei den Staat Zhao und wird mit Unterstützung von Qin besiegt. 341 v. Chr. wird das Spiel andersherum gespielt. Zhao belagert Wei – Wei wird von Zhao, unterstützt durch Qin, besiegt. Die Niederlagen Weis ermuntern Qin, Zhao and Qi, gemeinsam Wei anzugreifen mit dem Ergebnis, dass Wei verliert. In der Folge dieser Niederlagen verlegt der regierende König Hui die Hauptstadt nach Daliang, auch Liang genannt, die weiter entfernt von der Grenze zu Qin liegt.
König Hui widmet sich auch der ökonomischen Entwicklung des Staates und veranlasst die Grundherren, den Gelben Fluss zur Bewässerung des Ackerlands zu nutzen. Er ist auch als Gönner und Förderer von Gelehrten und Philosophen bekannt. Er beherbergt einige Zeit einen Vertreter der Yin-Yang-Philosophie und den Konfuzianer Mengzi. In einer Diskussion zwischen Mengzi and King Hui soll Mengzi dem König erläutert haben, dass für das Volk weder militärische Siege noch finanzieller Gewinn des Staates wichtig seien. Es wünsche sich einen König, der den Staat in einer den Menschen zugewandten und rechtschaffenen Weise leite.

## Abstieg des Hauses Wei
Mit der Regierungszeit von König Xiang (r. 335–319 v. Chr.), in der möglicherweise das Projekt „Bewässerungskanal“ des Marquis Wen fortgeführt wird, beginnt die Macht Weis abzunehmen. In einer weiteren Auseinandersetzung mit Qin verliert Wei und muss das Territorium Hexi aufgeben, was Qin den Weg zu den fruchtbaren Ebenen am Gelben Fluss freimacht.
329 v. Chr. greift Wei wieder das Territorium von Chu an und ist siegreich. Sechs Jahre später kommt es im Gegenzug zu einem Sieg Chus. Ein gemeinsamer Angriff Weis mit Zhao, Han, Yan und Chu gegen Qin schlägt fehl. Wei wechselt noch des Öfteren die Seiten und kämpft an der Seite von Qin gegen Chu und Han oder an der Seite von Qi und Han gegen Qin.

## Das Ende von Wei
Qin besetzt Anfang des 3. Jh. V. Chr. einen breiten Landkorridor östlich des Gelben Flusses. Einer Streitmacht der Verbündeten Qi, Han und Wei gelingt es, die starken Qin zurückzutreiben. In einem Gegenangriff der Qin werden Wei und Han jedoch besiegt. Drei Jahre später muss Wei einen großen Teil der Region Hedong abtreten.  Eine neue Koalition zwischen den Staaten Zhao, Qi, Chu, Wei and Han gegen Qin bleibt wieder sieglos. Wei muss weitere Gebietsverluste hinnehmen.
286 v. Chr. kämpft Wei in einer Koalition gegen Qi um neue Territorien – jedoch ohne Erfolg. Qin gelingt es danach zweimal (283 u. 275 v. Chr.), in die Umgebung der Hauptstadt Daliang vorzudringen. 273 v. Chr. besiegt Qin in der Schlacht von Huayang die Truppen von Zhao und Han. Qin soll Tausende von gegnerischen Soldaten gefangen und getötet haben. Wei wird später von Qi und Chu angegriffen. Qin lehnt es ab, Wei zu helfen. So wird Wei zu einer leichten Beute. Qin erobert nach und nach Städte in Wei.
Der letzte Fürst von Wei ist König Jia (r. 228–225 v. Chr.) In seinem dritten Regierungsjahr besetzen die Truppen Qins den Regierungssitz Daijang und nahmen Jia gefangen. Das Territorium Wei wird in den Befehlsbereich des Kaiserreiches Qin überführt.

## Herrscher von Wei
| Postumer Titel                         | Geburtsname            | Regierungszeit  | Bemerkungen      |
| -------------------------------------- | ---------------------- | --------------- | ---------------- |
| Alle Angaben „v. Chr. (vor Christus).“ |                        |                 |                  |
| Markgraf Wén (文侯)                    | Sī (斯) oder Dū (都)   | 445–396 v. Chr. |                  |
| Markgraf Wǔ (武侯)                     | Jí (擊)                | 396–370 v. Chr. | Sohn des vorigen |
| König Huì (惠王)                       | Yīng (罃)              | 370–319 v. Chr. | Sohn des vorigen |
| König Xiang (襄王)                     | Si (嗣) oder He (赫)   | 319–296 v. Chr. | Sohn des vorigen |
| König Zhao (昭王)                      | Chi (遫)               | 296–277 v. Chr. | Sohn des vorigen |
| König Anxi (安釐王)                    | Yu (圉)                | 277–243 v. Chr. | Sohn des vorigen |
| König Jingming (景湣王)                | Zeng (增) oder Wu (午) | 243–228 v. Chr. | Sohn des vorigen |
| König Jia (王假)                       | Jia (假)               | 228–225 v. Chr. | Sohn des vorigen |

Im Geschichtswerk Shiji von Sima Qian ist eine leicht veränderte Liste überliefert: Dort wird König Huis Tod in das Jahr 335 v. Chr. verlegt, und sein Sohn Xiang soll ihn im nächsten Jahr beerbt haben. Nach seinem Tod im Jahre 319 soll ein gewisser König Āi (哀王) sein Nachfolger gewesen sein, der dann im Jahr 296 von seinem Sohn Zhao beerbt wurde. Die meisten Gelehrten und Kommentatoren bezweifeln aber die Existenz des Königs Ai, dessen Geburtsname nicht überliefert ist. Es ist möglich, dass Sima Qian den zweiten Teil der Herrschaft König Huis einem König Ai zugeschrieben hat, um die große Lücke zwischen Marquis Wu und König Xiang zu schließen. Die Zäsur im Jahr 334 deutet darauf hin, dass der damalige Marquis Hui sich in diesem Jahr zum König erklärte. Einige Gelehrte halten allerdings Sima Qians Aufzeichnungen gleichfalls für wahr.